# Probatiomimus melzeri
Probatiomimus melzeri là một loài bọ cánh cứng trong họ Cerambycidae.